# Paralobopoma bugoiensis
Paralobopoma bugoiensis är en insektsart som beskrevs av Rehn, J.A.G. 1914. Paralobopoma bugoiensis ingår i släktet Paralobopoma och familjen gräshoppor. Inga underarter finns listade i Catalogue of Life.